# سیمون آگوستوس
سیمون آگوستوس (انگلیسی: Seimone Augustus؛ زادهٔ ۳۰ آوریل ۱۹۸۴) بازیکن بسکتبال در تیم مینه‌سوتا لینکس (در اتحادیه ملی بستکبال زنان آمریکا) اهل ایالات متحده آمریکا است.
از باشگاه‌هایی که در آن بازی کرده‌است می‌توان به باشگاه ورزشی گالاتاسارای و تیم ملی بسکتبال زنان ایالات متحده آمریکا اشاره کرد.
وی در مسابقات کشوری و بین‌المللی در مجموع برندهٔ ۴ مدال طلا، ۱ مدال برنز شده‌است.